# 治书侍御史
治书侍御史，中國古代职官，又称治书御史、持书侍御史，简称御史、侍御。
秦朝設侍御史，西漢時再分為侍御史和治书侍御史，汉宣帝时令侍御史二人治书（管理图籍文书）。东汉为御史台属官，设置二员，秩六百石。管理依据法律审理疑狱，和符节郎一起平廷尉奏事。选御史考试高第、明习法律者充当。
魏晋南北朝为御史中丞佐贰，设置二到四员，分领侍御史诸曹，监察、弹劾较高的官员，也充当奉命出使、收捕犯官的职务。西晋初年设黄沙狱治书侍御史，专掌审理疑狱，不久撤销。南朝被士族轻视，梁武帝开始重视治书侍御史的选拔。北朝时威权较重。曹魏、晋朝、刘宋六品，南梁六班，南陈七品、六百石；北魏孝文帝太和十七年（493年）定为五品上，太和二十三年（499年），改为六品上，北齐时为从五品。
隋朝御史台，御史大夫为长官，治书侍御史为副长官，设二员，实际主持御史台事务，从五品。唐高宗时，为避高宗李治名讳，改为御史中丞。
金朝、元朝时再设治书侍御史，御史臺属官二员。协助侍御史掌管奏事、判台事。金朝从六品，元初沿置，元世祖至元二十一年（1284年），升为正六品，至元二十七年（1290年），升为从五品，元成宗大德十一年（1307年），升为正三品。朱元璋吴元年（1367年），设治书侍御史，正三品，明太祖洪武九年（1376年），撤销治书侍御史。